# André Leroy

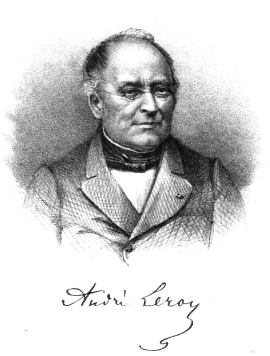
André Leroy.

André Leroy, född 30 oktober 1801, död 1875, var en fransk pomolog. Auktorsnamnet Leroy kan användas för André Leroy i samband med ett vetenskapligt namn inom botaniken; se Wikipediaartiklar som länkar till auktorsnamnet.
Leroy var innehavare av en stor trädskola i Angers, där han också planterade stora fruktträdgårdar i studiesyfte. Han bedrev vetenskapliga studier över fruktsorternas kännetecken, historia och systematik och utgav därutöver det viktiga arbetet Dictionnaire de pomologie (6 band, 1867-79).